# Dragan Sekulić
Dragan Sekulic szerb labdarúgóedző.

## Pályafutása
1996 nyarán a Parmalatnál Slobodan Kustudić pályaedzője lett.
1999 januárjában a BVSC  Dragan Sekuliccsal kötött szerződést, ám azt február közepén fel is bontotta, így a szerb szakember csak a felkészülés során dolgozhatott a zuglóiakkal, a tavaszi szezonban már Tajti József irányította a BVSC-t.